# Consumer Product Safety Improvement Act of 2008
Der Consumer Product Safety Improvement Act (CPSIA) von 2008 ist ein Gesetz der Vereinigten Staaten, das am 14. August 2008 von Präsident George W. Bush unterzeichnet wurde. Der Gesetzentwurf war bekannt als HR 4040, unterstützt vom Kongressabgeordneten Bobby Rush (D-Ill.). Am 19. Dezember 2007 genehmigte das U.S. House das Gesetz 407-0. Am 6. März 2008 verabschiedete der US-Senat den Gesetzentwurf 79-13. Das Gesetz – Öffentliches Gesetz 110–314 – erhöht das Budget der Consumer Product Safety Commission (CPSC), schreibt neue Prüf- und Dokumentationsanforderungen vor und setzt neue Grenzwerte für mehrere Stoffe fest. Sie stellt neue Anforderungen an die Hersteller von Bekleidung, Schuhen, Körperpflegeprodukten, Accessoires und Schmuck, Heimtextilien, Bettwäsche, Spielzeug, Elektronik und Videospiele, Bücher, Schulbedarf, Bildungsmaterialien und Wissenschaftsausstattungen. Das Gesetz erhöht auch die Geldbußen und legt die Gefängnisstrafe für einige Verstöße fest.
Dieses Gesetz wurde teilweise als umstritten angesehen, da es Auswirkungen auf viele Arten von Unternehmen hat.
Ein früherer, weniger weitreichender Gesetzentwurf, der Lead-Free Toys Act (H.R. 3473, unterstützt von dem Repräsentanten Henry Waxman), wurde in diesen Gesetzestext aufgenommen. Die frühere Gesetzesvorlage wurde durch verschiedene Skandale über den hohen Bleigehalt in Spielzeug ausgelöst, darunter ein Bericht vom Dezember 2006 auf Veranlassung von Waxman’s, der einen hohen Bleigehalt bei Artikeln zeigt, die in Geschenkläden vom U.S. Capitol verkauft wurden.

## Definition eines Kinderprodukts
Das Gesetz definiert ein „Kinderprodukt“ als ein Verbraucherprodukt, das hauptsächlich für Kinder im Alter von 12 Jahren oder jünger entwickelt oder bestimmt ist. Bei der Feststellung, ob ein Verbraucherprodukt hauptsächlich für ein Kind im Alter von 12 Jahren oder jünger bestimmt ist, werden die folgenden Faktoren berücksichtigt:
1. Eine Erklärung des Herstellers über die beabsichtigte Verwendung des Produkts, einschließlich eines Hinweises auf dem Produkt, wenn eine solche Erklärung angemessen ist.
2. Ob das Produkt in seiner Verpackung, Auslage, Promotion oder Werbung so dargestellt wird, dass es für die Verwendung durch Kinder im Alter von 12 Jahren oder jünger geeignet ist.
3. Ob das Produkt allgemein von Verbrauchern als für die Verwendung durch ein Kind im Alter von 12 Jahren oder jünger erkannt wird.
4. Die von den Kommissionsmitarbeitern im September 2002 herausgegebenen Age Determination Guidelines[4] und alle Nachfolger dieser Richtlinie.

## Test- und Expositionsniveau

### Blei
Die Gesetzgebung reduziert mit Wirkung zum 14. August 2009 den erlaubten Grenzwert für Blei in Oberflächenbeschichtungen und Farben von 600 auf 90 ppm.
Die Gesetzgebung reduziert den Gesamtbleigehalt in Substraten von Kinderprodukte auf:
- 600 ppm zum 10. Februar 2009.
- 300 ppm zum 14. August 2009.
- 100 ppm zum 14. August 2011.

Das am 12. September 2008 herausgegebene Gutachten von Falvey (benannt nach Cheryl Falvey, Leiterin der Rechtsabteilung des CPSC) besagt, dass diese Grenzwerte auf Produkte die in den Regalen der Einzelhändler stehen rückwirkend gelten.

### Phthalate
Seit dem 10. Februar 2009 ist es verboten, Kinderspielzeug oder Artikel für Kindertagesbetreuung, die die Phthalate DEHP, DBP oder BBP in Konzentrationen von mehr als 0,1 Prozent enthalten, herzustellen, zu verkaufen, oder zu importieren.
Die Gesetzgebung verbietet vorläufig alle Phthalate DINP, DIDP und DnOP in Konzentrationen von mehr als 0,1 % in Kinderspielzeug, welches in den Mund eines Kindes genommen werden kann, oder in Artikel zur Kindertagesbetreuung, bis ein Bericht des Chronic Hazard Advisory Panel (CHAP) vorliegt. Danach kann die CPSC das Verbot per Vorschrift fortsetzen.
CPSC General Counsel Falvey gab am 17. Oktober 2008 ein Stellungnahme ab, dass das Phthalatverbot nicht für Kinderschuhe gilt. Falvey gab am 17. November 2008 eine zusätzliche Stellungnahme ab, dass das Verbot nicht für das Tragen von Kleidung gilt, aber für Spielzeugkostüme, Lätzchen und Nachtwäsche. Zu beachten gilt, dass das Phthalat-Verbot im Unterschied zur Bleientscheidung vom 12. September 2008 für Artikel ilt, die am oder nach dem 10. Februar 2009 hergestellt wurden. Diese Entscheidung wurde jedoch vom Natural Resources Defense Council (NRDC) und Public Citizen vor dem New York Southern District Court angefochten und am 5. Februar 2009 von Richter Paul G. Gardephe aufgehoben.

## Kritik
Die großen und kleinen Hersteller haben gegen die extrem kurzen Fristen, die fehlende Berücksichtigung von Herstellungsprozessen und die fehlende Berücksichtigung der Tragweite der Auswirkungen protestiert.
Der Kongress verabschiedete diese Gesetzesvorlage im Anschluss an mehrere umfangreiche Rückrufaktionen in den Jahren 2007 und 2008 für in China hergestelltes Spielzeug. Obwohl sich viele davon später als Konstruktions- und nicht als Fertigungsprobleme herausstellten, wurde der öffentliche Druck durch mindestens einen Fall von Bleivergiftung und anschließende Probleme mit verdorbener Tiernahrung und anderen aus China gelieferten Produkten verstärkt. Die Gesetzgebung, HR 4040, wurde im Juli 2008 verabschiedet und im August 2008 von Präsident Bush in Kraft gesetzt. Die erste Frist lief im September, und im Februar 2009 kamen mehrere wichtige Stichtage hinzu.
Die Hersteller weisen darauf hin, dass viele der betroffenen Produkte bereits ihren Weg durch die Lieferkette gehen. Infolgedessen wird wahrscheinlich ein Großteil der Bestände, die vor der Unterzeichnung des Gesetzes legal waren und kurz darauf hergestellt wurden, in den Regalen landen, wenn die Termine näher rücken. Der Natural Resources Defense Council und Public Citizen sind sich offenbar einig, dass diese Produkte bereits im Vertrieb sind, glauben aber, dass die Hersteller dennoch haftbar gemacht werden sollten. Das Problem ist nicht der Blei- oder Phthalatgehalt, wie sie andeuten, sondern die Tatsache, dass die Produkte getestet werden müssen, um sicherzustellen, dass sie den Anforderungen entsprechen. Es besteht auch Unklarheit darüber, welche Produkte einen General Conformity Certificate (GCC) benötigen und welche nicht. Sie wurden nicht geprüft, weil die Artikel im Allgemeinen keine gefährlichen Stoffe enthalten; CPSC hat nur mit Verzögerung einige der Akkreditierungs- oder Prüfkriterien definiert; einige der niedrigvolumigen, preiswerten Artikel sind nicht wirtschaftlich zu testen; und die Methoden der Chargenverfolgung ermöglichen es nicht, dass einige der Artikel verfolgt werden können.
Die Hersteller weisen auch darauf hin, dass es selbst dann, wenn sie versuchen sollten, die Vorschriften einzuhalten, logistische Probleme gibt. Unternehmen mit einer großen Produktvielfalt werden Schwierigkeiten haben, mehrere Proben von jedem Artikel auszuwählen.  Selbst wenn sie es können, gibt es nicht genügend Prüfeinrichtungen, um das Volumen rechtzeitig zu bearbeiten, um den Zeitplan einzuhalten.
Die Hersteller weisen auch auf die Schwierigkeit und den scheinbar widersprüchlichen Auftrag hin, Komponententests durchzuführen. Ein Bekleidungshersteller zum Beispiel könnte ein Produkt wie ein Bio-Baumwolltuch in Verbindung mit ein paar Bio-Farbstoffen und ein Verschluss wie einem Knopf oder Reißverschluss verwenden. Diese können unbegrenzt und in verschiedenen Größen kombiniert werden. Die Prüfung aller Endprodukte liefert in der Regel nicht mehr Informationen als die Prüfung der einzelnen Komponenten (oder „Bestandteile“), ist aber wesentlich teurer. Als Reaktion auf diese Kritik hat die CPSC die Regel 1109, die als „Component Part Testing Rule“ bekannt ist, hinzugefügt, die es US-Importeuren erlaubt, sich darauf zu verlassen, dass ein Lieferant die Prüfanforderungen erfüllt, solange „gebührende Sorgfalt“ (due care) angewendet wird, um sicherzustellen, dass der Lieferant die Anforderungen tatsächlich erfüllt.
Die Endproduktprüfung kann tatsächlich kontraproduktiv sein, wenn beispielsweise ein Knopf als ein Teil eines größeren Produkts getestet wird. Beim Komponententesten würde der Knopf z. B. beim Bleigehalt durchfallen, aber wenn er mit den anderen Materialien gemischt wird, kann der Gesamtgehalt der Mischung an Blei unter das Geforderte fallen. Somit würde die Stückprüfung zur Unbedenklichkeitsbescheinigung eines Produkts führen, obwohl es unsichere Bestandteile aufweist.
Andere Hersteller weisen auf das Problem der Definition von „Kinderprodukten“ hin. Elektronische Produkte wie Computerspiele könnten als ein Kinderprodukt betrachtet werden und unterliegen daher diesen Prüfungen. Elektronikprodukte enthalten Blei als Bestandteil des Lotes. Während die Europäische Richtlinie zur Beschränkung gefährlicher Stoffe seit langem versuchen, Bleilot aus dem Verkehr zu ziehen, ist bekannt, dass das Zinnlot unter einem Mangel, der als Zinn-Whisker bekannt ist, leidet. Dies bedeutet, dass ganze Produktklassen nicht mehr verfügbar sein könnten, weil sie verboten werden, da sie keine Tests bestehen, weil sie minderwertiger sind als die zu ersetzende Komponente oder wenn sich die Hersteller aus dem Markt zurückziehen.
Darüber hinaus werden Produkte wie „normale Kinderbücher“, die nie ein Gesundheitsproblem darstellten, in die zu prüfenden und zu zertifizierenden Produkte aufgenommen.
Das Gesetz verlangt einige Entscheidungen des CPSC nach einem festgelegten Zeitplan und lässt bei Bedarf andere Regelungen zu. Die Hersteller müssen bis zur endgültigen Entscheidung warten, bevor sie die erforderlichen Prüfungen durchführen oder die erforderlichen Dokumente erstellen können. Oftmals ist diese Entscheidung erst verfügbar, wenn der Artikel bereits benötigt wird. Beispielsweise verlangte das Gesetz die Ausstellung eines GCC für Produkte, die „am und nach dem 12. November 2008“ hergestellt wurden, aber die GCC-Regelung wurde erst am 18. November 2008 im Federal Register veröffentlicht.
Diese Kritik wurde von großen und kleinen Herstellern gleichermaßen geäußert. Laut den Daten der Betriebszählung von 2002 sind 99 % der Bekleidungshersteller in den Vereinigten Staaten kleine Unternehmen, die die Definition der Small Business Administration von „weniger als 500 Mitarbeitern“ verwenden, Viele von ihnen glauben, dass sie nicht in der Lage sein werden, die vorgeschriebenen Tests zu verwalten oder sich zu leisten und das Geschäft zu schließen. Dies hat zu einer Online-Petitionskampagne von kleinen Herstellern von Kinderbekleidung geführt.
Größere Hersteller stehen vor Problemen, die sich aus ihrer Eigenverantwortung, aus Aspekten der Gesetzgebung von Sarbanes-Oxley, aus ihrer Transparenz und aus der Verwaltung der Prüfung großer Produktvielfalt ergeben. Große Hersteller sind in der Regel sehr stark fremdfinanziert und nutzen ihre geeigneten Bestände als Kreditbasis. Da die Bestände am 10. Februar 2009 unverkäuflich werden, wird es zu einer abrupten Veränderung der Kreditbasis kommen. Dies wirft die Frage auf, ob Führungskräfte von Unternehmen rechtmäßig Bestände in ihrer aktuellen Kreditbasis beanspruchen können. Da viele dieser Kreditverträge und alle börsennotierten Unternehmen geprüfte Abschlüsse zum Jahresende vorlegen, werden die Bestände geprüft. Dies führt zu einer negativen Bewertungsänderung und zu einer starken Reduzierung oder Kündigung der verfügbaren Kreditmittel. Für Aktiengesellschaften wirft sie die Frage auf, ob diese Amtsträger falsche Erklärungen abgeben und das Gespenst der strafrechtlichen Verantwortung unter Sarbanes-Oxley einführen.
Anfang 2009 berichteten lokale Medien, dass Kinderbekleidung, Bücher, Spielzeug und andere Artikel aus den Regalen der lokalen Geschäfte genommen wurden - und in einigen dieser Fälle sogar so weit, dass der gesamte Laden geschlossen wurde. - in Wichita (Kansas), Ionia (Michigan), Conway (Arkansas), Goldsboro (North Carolina), Lincoln (Nebraska), New York City (New York), Rochester (New York), Marshall (Minnesota), Kailua (Hawaii), New Port Richey (Florida), und Tucson (Arizona).

Laut Walter Olsons Bericht „The New Book Banning“ im „City Journal“ (NYC) hat die CPSIA Probleme, weil aus wirtschaftlichen Gründen einige Geschäfte Bücher zerstörten und einige Gebrauchtbuchhändler viele Bücher aus dem Verkehr zogen. Ein kleiner befragter Buchhändler kritisierte die CPSC und verwies auf das Buch Fahrenheit 451, in dem die Zerstörung von Büchern auf Veranlassung der Regierung ein Handlungsschwerpunkt war. Olson behauptet auch, dass es nie einen bekannten Fall von einem Kind gegeben hat, das eine Bleivergiftung aus einem Buch erhielt. In seinem letzten Absatz schreibt Olson 

“... ours will be a poorer world...”

„.... unsere Welt wird eine ärmere sein....“

Die Verordnung der CPSIA verbot den Verkauf von Jugendmotorrädern und ATVs wegen des Bleigehalts von Batterieklemmen und Reifenventilen. Das Gesetz sieht for, dass die CPSC Ausnahmen machen kann, aber für diese Produkte hat sie dies seit März 2009 nicht getan.  Das Verbot hat viele Motorsporthändler mit unverkäuflichen Produkten zurückgelassen, und die führenden Vertreter der Motorradindustrie behaupten, dass das Verbot die US-Wirtschaft 1 Milliarde Dollar kosten könnte. Am 8. Dezember 2011 wurde jedoch von Präsident Obama eine Änderung unterzeichnet, die ATVs und Motorräder für Jugendliche von der CPSIA befreit.